# АиФ Удмуртии
«АиФ Удмуртии» («АіФ Удмуртії») — рекламно-інформаційна громадсько-політична газета російської мовою, що видається в Іжевську. Є регіональним придатком основної газети «Аргументы и Факты» («Аргументи і Факти»). Засновник та видавець — ЗАТ «Республіка».
Газета видається з липня 1993 року і на 1997 рік досягла накладу 73 тисячі екземплярів.
Основні рубрики: «Город», «Бизнес-папка», «Эпицентр» (економіка, політика, інформація), «Культура», «Искусство», «Образование», «Семья», «Светский мир», «Письма редактору» та інші.